# NGC 2897
NGC 2897 ist eine linsenförmige Galaxie vom Hubble-Typ S0 im Sternbild Wasserschlange südlich der Ekliptik. Sie ist schätzungsweise 308 Millionen Lichtjahre von der Milchstraße entfernt und hat einen Durchmesser von etwa 65.000 Lj. 

Im selben Himmelsareal befinden sich u. a. die Galaxien NGC 2877, NGC 2878, NGC 2898.
Das Objekt wurde am 6. Februar 1864 von Albert Marth entdeckt.